# Biserica de lemn din Gușoianca
Biserica de lemn din Gușoianca este un monument istoric aflat pe teritoriul satului Gușoianca, comuna Gușoeni. În Repertoriul Arheologic Național, monumentul apare cu codul 170480.01.
Biserica de lemn a fost ridicată la 1773 în satul Gușoianca, la hotar cu satul Burdălești, în cimitirul "La Episcopie".